# 熊本県立大学
熊本県立大学（くまもとけんりつだいがく、英語: Prefectural University of Kumamoto、公用語表記: 熊本県立大学）は、熊本県熊本市東区月出3丁目1番100号に本部を置く日本の公立大学。1947年創立、1949年大学設置。大学の略称は県大。
2006年4月1日に公立大学法人熊本県立大学が発足し、同法人による設置運営に移行した。令和6年5月1日現在、学生2,197名が在籍、教員90名、職員37名である。

## 沿革

### 略歴
1947年、熊本県立女子専門学校が設立される。校舎は熊本城内の第6師団司令部の建物を受け継ぐ。1949年、同校を母体に、熊本女子大学が創設された。1950年、校舎を現在の熊本市中央区大江に移転。1980年、校舎を現在の熊本市東区月出に新築移転。1994年、熊本県立大学に名称を変更し男女共学に移行する。2006年、法人化。

### 年表
- 1947年4月 - 熊本県立女子専門学校創設。熊本城内
- 1949年4月 - 熊本女子大学開学、学芸学部（文学科、生活学科）設置。初代学長は北村直躬（きたむら なおみ）
- 1950年6月 - 熊本市大江町に校舎を移転（現在の熊本県立劇場敷地）
- 1953年4月 - 学芸学部を文家政学部（文学科国文学専攻、同学科英文学専攻、家政学科）に改称
- 1960年4月 - 文学科を英文学科、国文学科に改組
- 1963年4月 - 家政学科を家政学科と食物学科に改組
- 1980年4月 - 校舎を現在地に新築移転。文家政学部を文学部（英文学科、国文学科）、生活科学部（食物栄養学科、生活環境学科、生活経営学科）に改組
- 1991年4月 - 外国語教育センターを設置
- 1993年4月 - 大学院文学研究科（日本語日本文学専攻修士課程、英語英米文学専攻修士課程）を設置
- 1994年4月 - 熊本県立大学に名称変更。全学的に男女共学に移行。総合管理学部（総合管理学科）を増設。文学部の国文学科を日本語日本文学科に、英文学科を英語英米文学科に改称。生活科学部の生活経営学科を学生募集停止
- 1997年 - 創立50周年
- 1998年
  - 3月 - 生活科学部の生活経営学科を廃止
  - 4月 - 大学院アドミニストレーション研究科（アドミニストレーション専攻修士課程）を設置
- 1999年4月 - 生活科学部を環境共生学部（環境共生学科生態・環境資源学専攻、同学科居住環境学専攻、同学科食・健康環境学専攻）に改組
- 2000年4月 - 大学院アドミニストレーション研究科にアドミニストレーション専攻博士課程設置
- 2003年4月 - 大学院環境共生学研究科（環境共生学専攻修士課程）を開設
- 2005年4月 - 大学院環境共生学研究科に環境共生学専攻博士課程を開設
- 2006年4月 - 公立大学法人熊本大学設立（法人化）。初代理事長は蓑茂寿太郎。アドミニストレーション研究科に情報管理コースと看護管理コースを開設。附属図書館および外国語教育センター等を学術メディアセンターに改組・設置し、同センター内に図書館、語学教育部門、情報教育部門を設置。地域連携センターを設置
- 2007年 - 創立60周年
- 2008年4月 - 大学院文学研究科の日本語日本文学専攻に博士課程を設置。環境共生学部の環境共生学科（生態・環境資源学専攻、居住環境学専攻、食・健康環境学専攻）を環境資源学科、居住環境学科、食健康学科に改組
- 2009年4月 - 就職センターをキャリアセンターに、保健室を保健センターに改組
- 2010年4月 - 大学院文学研究科の英語英米文学専攻に博士課程を開設
- 2011年10月 - CPD（継続的専門職能開発）センターを開設
- 2012年4月 - 五百籏頭眞第2代理事長就任
- 2013年4月 - 地域連携センターを地域連携・研究推進センターに改組
- 2014年4月 - 全学教育推進センターを設置
- 2016年4月 - 半藤英明、第13代学長に就任[3]。地域活力創生センターを設置
- 2017年10月 - 創立70年式典で小泉純一郎元内閣総理大臣が記念スピーチ
- 2018年4月 - 白石隆第3代理事長就任
- 2019年4月 - 環境共生学部の環境資源学科、居住環境学科、食健康学科を環境共生学科（環境資源学専攻、居住環境学専攻、食健康環境学専攻）に改組。環境共生学部に食育推進室を設置。学術情報メディアセンターに研究支援部門と情報基盤管理室を設置。地域連携・研究推進センターを地域連携政策センターに改組。監査室を設置
- 2020年4月 - 国際教育交流センターを設置。IR室を設置
- 2021年4月 - 全学教育推進センターを共通教育センターに改組

## 学内組織、学部
学内組織
- 事務局
- 学術情報メディアセンター
- 地域連携政策センター
- 国際教育交流センター
- キャリアセンター
- 保健センター
- 共通教育センター
- IR室
- 監査室

学部
- 文学部
  - 日本語日本文学科
  - 英語英米文学科
- 環境共生学部
  - 環境共生学科
    - 環境資源学専攻（農学、水環境科学、生物海洋学、環境化学、沿岸海洋学、海洋生態学、大気環境学）
    - 居住環境学専攻（建築学）
    - 食健康環境学専攻（健康・スポーツ科学、食環境安全性学、分子生物学、運動生理学、応用微生物学、栄養学、給食経営管理学、公衆衛生学、実践栄養教育学、臨床病態代謝学、食品分析学、臨床栄養学、栄養生化学、食育）

  - 環境資源学科（2019年度まで）
  - 居住環境学科（2019年度まで）
  - 食健康科学科（2019年度まで）
- 総合管理学部
  - 総合管理学科（2年次より以下のコース別となる）
    - パブリック・アドミニストレーションコース（法律、政治・行政、健康福祉）
    - ビジネス・アドミニストレーションコース（経済・金融、会計・財務、組織・戦略）
    - 情報管理コース（システム情報、人間情報、社会情報）
    - 地域・福祉ネットワークコース

### 大学院
- 文学研究科（修士課程、博士課程）
  - 日本語日本文学専攻
  - 英語英米文学専攻
- 環境共生学研究科（修士課程、博士課程）
  - 環境共生学専攻
- アドミニストレーション研究科（修士課程、博士課程）
  - アドミニストレーション専攻
    - 公共経営コース
    - 企業経営コース
    - 情報管理コース
    - 看護管理コース

## 対外関係

### 他大学との協定
国際・学術交流等協定校
- アメリカ合衆国
  - モンタナ州立大学ボーズマン校（英語版）（モンタナ州）
  - モンタナ州立大学ビリングス校（英語版）（モンタナ州）
  - モンタナ大学（モンタナ州）
  - チャタム大学（ペンシルバニア州）
- 韓国
  - ソウル市立大学校（ソウル）
  - 韓国海洋大学校（釜山広域市）
  - 祥明大学校（忠清南道）
- 中国
  - 広西大学（広西壮族自治区・南寧市）
- 台湾
  - 国立台北科技大学（台北市）
  - 開南大学（桃園市）
  - 中原大学（桃園市）
- タイ
  - ワライラック大学（ナコーンシータンマラート県）
  - カセサート大学（バンコクほか）
- インドネシア
  - ブラウィジャヤ大学（英語版）（東ジャワ州）

単位互換協定校
- 熊本大学（法学部）
- 熊本学園大学（商学部・経済学部）

学術連携協定校
- 福岡工業大学（環境分野）
- 長崎大学（環境分野）
- 福岡女子大学（日本語日本文学分野）

## 大学関係者と組織

### 大学関係者組織
紫苑会
紫苑会（しおんかい）は、熊本県立大学（前身である熊本女子大学及び熊本県立女子専門学校を含む）の同窓会のことである。1950年に誕生した。2015年5月における会員数は、16,402名である。
後援会
熊本県立大学在学生の保護者などを会員として組織。主な目的は、大学の教育事業や学生活動を後援すること。

## 交通アクセス
- 九州自動車道・熊本インターチェンジより車・タクシーで約15分
- 熊本空港より車・タクシーで約20分
- 桜町BTより熊本都市バス（味1・味2・県1・県2・県3系統：日赤・長嶺・月出行き）で約40分、「県立大通り」または「県立大学前」下車、いずれも徒歩1分。なお、豊肥本線水前寺駅北口の熊高正門前バス停からも乗車可。
- 桜町BTより熊本都市バス（鹿10系統:日赤・長嶺小学校行き）・産交バス（鹿7系統:日赤・小峯・戸島行き、鹿8系統:免許センター・パークドーム行き）で約30分、「日赤病院前」下車徒歩1分